# 검은콩우유
검은콩우유는 우유와 검은콩을 혼합하여 만든 우유이며, 우유의 한 종류이다. 영양분이 풍부하여 건강에 도움이 된다. 동맥경화를 예방, 혈관을 확장하는 등의 좋은 효능을 많이 내포하고 있다. 그래서 건강식품으로도 인기가 많다.

## 검은콩우유의 영양분
검은콩우유는 다음과 같은 영양분을 함유하고 있다.
- 탄수화물

- 단백질

- 지방

- 당류

- 나트륨

- 지방

- 칼슘

- 비타민 A

- 비타민 B1

- 비타민 D

- 비타민 E